# Acalypha paniculata
Acalypha paniculata är en törelväxtart som beskrevs av Friedrich Anton Wilhelm Miquel. Acalypha paniculata ingår i släktet akalyfor, och familjen törelväxter. Inga underarter finns listade i Catalogue of Life.